# سیلا بلک
سیلا بلک (انگلیسی: Cilla Black؛ زادهٔ ۲۷ مهٔ ۱۹۴۳ - درگذشت ۱ اوت ۲۰۱۵) خواننده، بازیگر و شخصیت رسانه‌ای اهل بریتانیا بود. او از ۱۹۶۳ میلادی تا سال ۲۰۱۵ فعالیت داشت.